# Droga ekspresowa S52 (Polska)
Droga ekspresowa S52, Beskidzka Droga Integracyjna – droga ekspresowa biegnąca przez obszar województw śląskiego i małopolskiego. Docelowo trasa ma mieć długość ok. 143 km. Droga biegnie od granicy w Cieszynie do Bielska-Białej w śladzie trasy europejskiej E75 i E462 (odcinek do 4 sierpnia 2016 r. oznaczony numerem S1). Na odcinku od Bielska-Białej do Głogoczowa (połączenie z DK7) droga ma biec nowym śladem (Beskidzka Droga Integracyjna). Dalej w ciągu arterii znalazła się  północna obwodnica Krakowa łącząca autostradę A4 w Balicach z drogą ekspresową S7 w Krakowie, otwarta 23 grudnia 2024. Nowy przebieg na odcinku Bielsko-Biała – Głogoczów zastąpić ma obecnie istniejącą drogę krajową nr 52.
W latach 1999–2003/2004 odcinek Balice – węzeł Modlniczka (dawniej Kraków Radzikowskiego) posiadał oznaczenie autostrady A41, które nie widniało na ówcześnie wydawanych mapach i atlasach samochodowych.

## Węzły z drogami klasy A i S
| Nazwa                     | Drogi           | Miejscowość   | Schemat | Typ               | Wiadukty | Otwarto |
| ------------------------- | --------------- | ------------- | ------- | ----------------- | -------- | ------- |
| Bielsko-Biała Suchy Potok | S1 52           | Bielsko-Biała |         |                   |          |         |
| Żywiec Zachód             | S1 A1 E75 78 94 | Żywiec        |         | trąbka/ koniczyna | 4        |         |
| Głogoczów                 | S7E77           | Głogoczów     |         |                   |          |         |
| Balice I                  | A4E40 7E77      | Balice        |         | trąbka            | 2        | 1986    |
| Kraków Mistrzejowice      | S7E77           | Kraków        |         | trójkąt           |          |         |

## Odcinek Cieszyn – Bielsko-Biała
Przebiega w ciągu tras europejskich E75 i E462. Długość łączna: 33,8 km. Składa się z odcinków:
- Bielsko-Biała Komorowice – Jasienica 11 km (27.10.2006 r)
- Obwodnica Grodźca Śląskiego - 4,9 km (27.11.2006 r.)
- Obwodnica Skoczowa - 5,4 km (20.11.2007 r)
- Skoczów – Cieszyn - 6,7 km (29.09.2005 r.)
- Cieszyn – Cieszyn (granica państwa) - 5,8 km (23.09.2007)

Do 4 sierpnia 2016 r. oznakowany był jako droga ekspresowa S1.

### Modlniczka – Mistrzejowice (Północna obwodnica Krakowa)
Północna obwodnica ma  po trzy pasy w każdym kierunku i liczy 12,5 km długości. Zakres planowanych robót objął dostosowanie do parametrów klasy S na istniejącym odcinku węzeł Modlniczka (Radzikowskiego) – węzeł Modlnica oraz wybudowanie drogi nowym śladem od węzła Modlnica do węzła Mistrzejowice (gdzie połączy się z drogą ekspresową S7). 9 stycznia 2017 podpisano umowę na wykonanie koncepcji programowej dla północnej obwodnicy Krakowa (POK) w ciągu drogi ekspresowej S52.
21 grudnia 2017 (po ukończeniu koncepcji programowej) ogłoszono przetarg na projekt i budowę tego odcinka.
13 listopada 2018 roku podpisano kontrakt na projekt i budowę odcinka.
9 lipca 2020 roku rozpoczęto budowę północnej obwodnicy Krakowa. Została oficjalnie otwarta 23 grudnia 2024.

## Odcinki planowane

### Beskidzka Droga Integracyjna
Planuje się wybudowanie drogi ekspresowej na odcinku rozpoczynającym się od węzła Suchy Potok znajdującym się w Bielsku-Białej, prowadził by on m.in. przez Kęty i Kalwarię Zebrzydowską, a kończył się w Głogoczowie. Pierwotnie miała to być droga krajowa o standardzie GP.
Jej przebieg jeszcze nie jest ustalony za sprawą Wadowic, które chcą poprowadzenia tej drogi po terenach objętych ochroną Natura 2000. Większość stron biorących udział w projekcie „Beskidzka Droga Integracyjna” jest przeciwna temu przebiegowi drogi i chce jej przebiegu określonego przez Generalną Dyrekcję Dróg Krajowych i Autostrad – oddział w Krakowie. Możliwe, że droga ekspresowa S52 będzie budowana etapami (styczeń 2016), a etap dotyczący drogi w Wadowicach nie zostanie zrealizowany, i w związku z tym będzie nieciągłość w Wadowicach za sprawą przejścia trasy na obecną DK52.
Do czasu wybudowania tego odcinka istnieje równoległy odcinek jednojezdniowej drogi krajowej nr 52.
W lipcu 2018 r. uzyskano decyzję o środowiskowych uwarunkowaniach, a w lutym 2024 r. ogłoszono przetarg na wykonanie badań geologicznych w rejonie planowanej trasy.

### Głogoczów – Kraków Balice
Wspólny przebieg drogi ekspresowej S52 i S7. Węzeł w Głogoczowie z drogą krajową nr 7 zostanie w przyszłości dostosowany do parametrów węzła z drogą ekspresową S7. Do tego czasu spotykają się tam drogi nr 7 (fragment trasy europejskiej E77) i 52.

## Historia
19 maja 2016 na stronach Kancelarii Prezesa Rady Ministrów i Ministerstwa Infrastruktury i Budownictwa została opublikowana informacja o przyjęciu przez Radę Ministrów kolejnych zmian do rozporządzenia w sprawie sieci autostrad i dróg ekspresowych. 23 maja 2016 projekt rozporządzenia został opublikowany na stronach Rządowego Centrum Legislacji. W przyjętym projekcie zaproponowano m.in. następujące zmiany:
- nowa droga ekspresowa S52 na odcinkach:
  - Bielsko-Biała (S69) – Głogoczów (S7),
  - A4 – S7 (Północna obwodnica Krakowa).
- ujednolicenie nazewnictwa ciągów komunikacyjnych: przebieg drogi ekspresowej S1 oraz przebieg drogi ekspresowej S52 na odcinku (granica) Cieszyn – Bielsko-Biała.

4 czerwca 2016 ogłoszono rozporządzenie Rady Ministrów z dnia 19 maja 2016 zmieniające rozporządzenie w sprawie sieci autostrad i dróg ekspresowych (Dz.U. z 2016 r. poz. 784). Termin jego wejścia w życie wynosi 60 dni od dnia jego ogłoszenia (patrz § 2 wymienionego rozporządzenia).
W dniu 8 lipca 2016 r. Generalna Dyrekcja Dróg Krajowych i Autostrad poinformowała o zmianie przebiegów niektórych dróg krajowych, w tym drogi krajowej nr 52.
W dniu 9 września 2016 r. Regionalny Dyrektor Ochrony Środowiska w Krakowie wydał decyzję środowiskową w sprawie S52.
W dniu 9 stycznia 2017 r. podpisano umowę na wykonanie koncepcji programowej przebiegu S52 jako północnej obwodnicy Krakowa.